# Plympton Castle

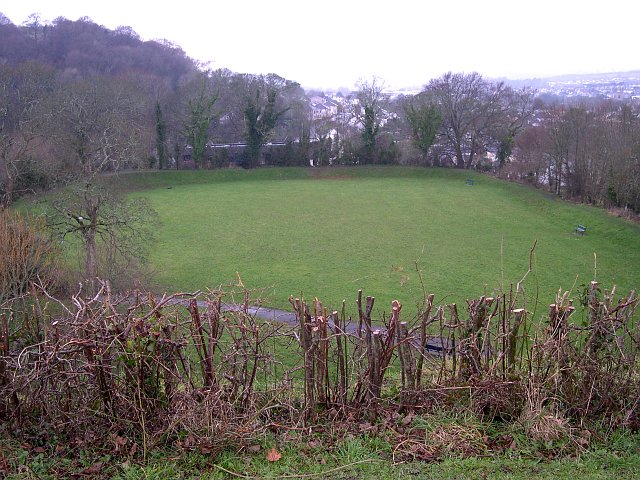
Blick vom Burghügel auf die ehemalige Vorburg

Plympton Castle ist eine Burgruine in Plympton, einem Stadtteil der südwestenglischen Stadt Plymouth. Die als Kulturdenkmal der Kategorie Grade II* und als Scheduled Monument geschützte Ruine liegt im Zentrum des Ortes, etwa 2 km östlich des River Plym.

## Plympton Castle
Die Burg wurde zu Beginn des 12. Jahrhunderts als hölzerne Burg von Richard de Redvers oder seinem Sohn Baldwin de Redvers errichtet. Zu Beginn des Bürgerkriegs The Anarchy wurde die Burg 1136 von König Stephan erobert und zerstört. Baldwin baute die Burg jedoch ab 1141, nachdem er zum Earl of Devon ernannt worden war, als steinerne Burg wieder auf. 1224 wurde die Burg erneut belagert, als sich Falkes de Bréauté, der die Witwe von Baldwin de Redvers, dem Enkel des 1. Earls, geheiratet hatte, sich gegen Heinrich III. auflehnte. Der Sheriff von Devon, Robert de Courtenay, eroberte die Burg nach 15-tägiger Belagerung. 1370 besuchte Edward, der Schwarze Prinz die Burg. Im 16. Jahrhundert waren die Gebäude der Burg verfallen, doch die Befestigungsmauern waren noch erhalten. Die Burg diente deshalb im englischen Bürgerkrieg während der Belagerung von Plymouth den Royalisten unter Moritz von der Pfalz 1643 als Stützpunkt und Hauptquartier, weshalb die Burg 1644 von Parlamentstruppen erobert wurde und schließlich 1647 zerstört wurde. Die Burg verfiel, das Gelände der Vorburg wurde im 18. und 19. Jahrhundert von der Gemeinde als Festwiese genutzt. Am 29. September 1922 ging die Ruine in den Besitz der Gemeinde über.
Die Ruine ist heute frei zugänglich, an die ehemalige Burg grenzt im Norden die 11 ha große städtische Parkanlage Plympton Pathfields.

## Anlage
Die Burg wurde als typisch normannische Motte als Burghügel mit westlich vorgelagerter Vorburg errichtet. Das Burgtor befand sich auf der Westseite. Auf dem Burghügel befand sich ein etwa zehn Meter hoher runder Keep aus Bruchstein. Der Turm hatte einen Durchmesser von etwa 15 Metern und besaß einen umlaufenden Wehrgang. Von dem Turm sind noch bis zu vier Meter hohe Mauern erhalten, die Wohn- und Wirtschaftsgebäude der Vorburg sind nicht erhalten, nur noch die Reste des Grabens sind erkennbar.